# Indywidualne Mistrzostwa Szwecji na Żużlu 1970
Indywidualne Mistrzostwa Szwecji na Żużlu 1970 – cykl turniejów żużlowych, mających wyłonić najlepszych żużlowców szwedzkich. Tytuł wywalczył Ove Fundin (Kaparna Göteborg). 

## Finał
- Sztokholm, 26 września 1970

| Msc. | Zawodnik               | Klub                 | Pkt   |  |  |
| ---- | ---------------------- | -------------------- | ----- |  |  |
| 1    | Ove Fundin             | Kaparna Göteborg     | 14 +3 |  |  |
| 2    | Bernt Persson          | Indianerna Kumla     | 14 +2 |  |  |
| 3    | Anders Michanek        | Getingarna Sztokholm | 13    |  |  |
| 4    | Leif Enecrona          | Getingarna Sztokholm | 12    |  |  |
| 5    | Göte Nordin            | Kaparna Göteborg     | 11    |  |  |
| 6    | Hans Holmqvist         | Masarna Avesta       | 10    |  |  |
| 7    | Christer Löfqvist      | Bysarna Visby        | 8     |  |  |
| 8    | Tommy Johansson        | Dackarna Målilla     | 8     |  |  |
| 9    | Per Olof Söderman      | Vargarna Norrköping  | 6     |  |  |
| 10   | Jan Simensen           | Lejonen Gislaved     | 6     |  |  |
| 11   | Therje Henriksson      | Lejonen Gislaved     | 6     |  |  |
| 12   | Per Åke Gerhardsson    | Vargarna Norrköping  | 5     |  |  |
| 13   | Ragnar Holm            | Filbyterna Linköping | 3     |  |  |
| 14   | Bengt Larsson          | Örnarna Mariestad    | 3     |  |  |
| 15   | Åke Andersson          | Lejonen Gislaved     | 1     |  |  |
| 16   | Bengt Brannefors       | Kaparna Göteborg     | 0     |  |  |
|      | rez. Torbjörn Karlsson | Bysarna Visby        | 0     |  |  |
|      | rez. Claes Löfstrand   | Kaparna Göteborg     | 0     |  |  |